# 自動選別計量機

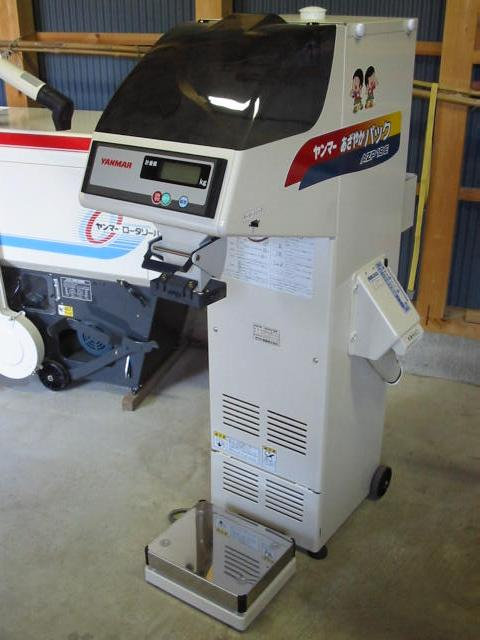
自動選別計量機

自動選別計量機（じどうせんべつけいりょうき）とは、収穫し調製した米あるいは麦の選別と計量を併せて行う農業機械である。
この機械は選別自動計量機とも呼ばれ、日本国内では米・麦の調製および出荷用向けの目的で複数の会社がその製造・販売を行っている。グレードパッカー (grade-packer) という名称で扱う会社もある。

## 普及の経緯
自動選別計量機は、生産者がその農作物を農協等に出荷するに当たり、出荷規格に適合するよう選別した上で、規定の包装単位に自動計量するので、収穫後に通常行う一連の調製作業の効率化に大きく貢献している。日本では特に、玄米の選別・計量の際、旧来の米選機に置き換えられつつある。

## 構造・形式
一般的には、縦型回転式米選機と計量器が一体化した機械であると見ることができる。選別工程に電動機（モーター）を利用し、計量段階では自動センサーが働くことにより、人間の経験や勘に頼っていた従来のような調製作業は不要である。
筐体（きょうたい）内には、円筒形の金網を内蔵する。これを選別網といい、方式の違いによっては、複数の選別網を使用する場合がある。投入された玄米は回転する選別網の遠心力によって、整粒米と小米（こごめ）（あるいはくず米という）にふるい別けされる。選別網は一般に交換可能で、ふるい目を細かいものにしたり粗いものにすることで粒径の異なる酒米や麦の選別にも対応する。
選別された穀類は一時的に上部のタンクに貯められる。下部に置いた電子はかりの上に袋を置き、そのタンクから袋へと穀類を排出していく。基本的に投入中は穀類がタンクにたまることは無い。
設定した重量に達したらタンクの出口が自動的に閉じ、新たな袋に交換する。穀類は連続して選別計量機に投入されるが、袋交換の際は穀類が排出されないので上部タンクに貯蔵される。新たな袋に交換し終えたら、手動で排出口を開く。